# The Soundboard Series
Albums de Deep Purple
This Time Around
(2001) Live In Paris 1975
(2001)
The Soundboard Series est un coffret live du groupe Deep Purple sorti en 2001.  Il regroupe six doubles CD de six concerts. Deux ont été tirés de la tournée du Concerto For Group & Orchestra, et c'est Ian Gillan lui-même qui interprète ici Pictured Within.

## Personnel
- Ian Gillan - chant
- Steve Morse - guitare
- Roger Glover - basse
- Ian Paice - batterie
- Jon Lord - claviers, piano, orgue hammond

### Musiciens additionnels

#### Melbourne, Wollongong, Newcastle, Hong Kong
- Greg Maundrell - trompette
- Charles MacInnes - trombone
- Paul Williamson - saxophone
- Billie Stapleton - chœurs
- Angie Stapleton - chœurs
- Natalie Miller - chœurs

#### Tokyo
- New Japan Select Orchestra dirigé par Paul Mann
- Section cuivre Big Horns Bee
- Ronnie James Dio - chant

## Listes des titres

### Melbourne 2001
Disc 1
1. Woman from Tokyo (Gillan, Blackmore, Glover, Lord, Paice) - 6:41
2. Ted the Mechanic (Gillan, Steve Morse, Glover, Lord, Paice) - 5:10
3. Mary Long (Gillan, Blackmore, Glover, Lord, Paice) - 5:37
4. Lazy (Gillan, Blackmore, Glover, Lord, Paice) - 6:01
5. No One Came (Gillan, Blackmore, Glover, Lord, Paice) - 5:23
6. Black Night (Gillan, Blackmore, Glover, Lord, Paice) - 6:40
7. Sometimes I Feel Like Screaming (Gillan, Morse, Glover, Lord, Paice) - 7:21
8. '69 (Gillan, Morse, Glover, Lord, Paice) - 8:53
9. Smoke on the Water (Gillan, Blackmore, Glover, Lord, Paice) - 9:04
10. Perfect Strangers (Gillan, Blackmore, Glover) - 8:42

Disc 2
1. Hey Cisco (Gillan, Morse, Glover, Lord, Paice)- 6:28
2. When a Blind Man Cries (Gillan, Blackmore, Glover, Lord, Paice) - 7:27
3. Fools (Gillan, Blackmore, Glover, Lord, Paice) - 10:04
4. Speed King (Gillan, Blackmore, Glover, Lord, Paice) - 16:26
5. Hush (Joe South) - 5:52
6. Highway Star (Gillan, Blackmore, Glover, Lord, Paice) - 7:58

- Enregistré le 9 mars 2001 au Rod Laver Arena de Melbourne.

### Wollongong 2001
Disc 1
1. Woman from Tokyo (Gillan, Blackmore, Glover, Lord, Paice) - 6:32
2. Ted the Mechanic (Gillan, Morse, Glover, Lord, Paice) - 5:04
3. Mary Long (Gillan, Blackmore, Glover, Lord, Paice) - 5:20
4. Lazy (Gillan, Blackmore, Glover, Lord, Paice) - 6:07
5. No One Came (Gillan, Blackmore, Glover, Lord, Paice) - 5:49
6. Black Night (Gillan, Blackmore, Glover, Lord, Paice) - 7:23
7. Sometimes I Feel Like Screaming (Gillan, Morse, Glover, Lord, Paice) - 7:47
8. Fools (Gillan, Blackmore, Glover, Lord, Paice) - 10:28
9. Perfect Strangers (Gillan, Blackmore, Glover) - 8:20

Disc 2
1. Hey Cisco (Gillan, Morse, Glover, Lord, Paice) - 6:34
2. When a Blind Man Cries (Gillan, Blackmore, Glover, Lord, Paice) - 7:44
3. Smoke on the Water (Gillan, Blackmore, Glover, Lord, Paice) - 10:24
4. Speed King (medley with "Good Times", featuring Jimmy Barnes) (Gillan, Blackmore, Glover, Lord, Paice) - 15:40
5. Hush (South) - 4:24
6. Highway Star (Gillan, Blackmore, Glover, Lord, Paice) - 7:36

- Enregistré le 13 mars 2001 au Wollongong Entertainment Centre.

### Newcastle 2001
Disc 1
1. Woman From Tokyo (Gillan, Blackmore, Glover, Lord, Paice) - 6:14
2. Ted the Mechanic (Gillan, Morse, Glover, Lord, Paice) - 5:11
3. Mary Long (Gillan, Blackmore, Glover, Lord, Paice) - 5:56
4. Lazy (Gillan, Blackmore, Glover, Lord, Paice) - 6:03
5. No One Came (Gillan, Blackmore, Glover, Lord, Paice) - 5:37
6. Black Night (Gillan, Blackmore, Glover, Lord, Paice) - 7:22
7. Sometimes I Feel Like Screaming (Gillan, Morse, Glover, Lord, Paice) - 7:27
8. Fools (Gillan, Blackmore, Glover, Lord, Paice) - 9:23
9. Perfect Strangers (Gillan, Blackmore, Glover, Lord, Paice) - 9:30

Disc 2
1. Hey Cisco (Gillan, Morse, Glover, Lord, Paice) - 6:19
2. When a Blind Man Cries (Gillan, Blackmore, Glover, Lord, Paice) - 7:26
3. Smoke on the Water (Gillan, Blackmore, Glover, Lord, Paice) - 10:20
4. Speed King (medley with "Good Times", featuring Jimmy Barnes) (Gillan, Blackmore, Glover, Lord, Paice) - 16:59
5. Hush (South) - 4:18
6. Highway Star (Gillan, Blackmore, Glover, Lord, Paice) - 7:24

- Enregistré le 14 mars au Newcastle Entertainment Centre.

### Hong Kong 2001
Disc 1
1. Woman from Tokyo (Gillan, Blackmore, Glover, Lord, Paice) - 6:29
2. Ted the Mechanic (Gillan, Morse, Glover, Lord, Paice) - 4:49
3. Mary Long (Gillan, Blackmore, Glover, Lord, Paice) - 5:36
4. Lazy (Gillan, Blackmore, Glover, Lord, Paice) - 6:11
5. No One Came (Gillan, Blackmore, Glover, Lord, Paice) - 5:57
6. Black Night (Gillan, Blackmore, Glover, Lord, Paice) - 8:25
7. Sometimes I Feel Like Screaming (Gillan, Morse, Glover, Lord, Paice) - 7:20
8. Fools (Gillan, Blackmore, Glover, Lord, Paice) - 11:06
9. Perfect Strangers (Gillan, Blackmore, Glover, Lord, Paice) - 10:08

Disc 2
1. Hey Cisco (Gillan, Morse, Glover, Lord, Paice) - 6:47
2. When a Blind Man Cries (Gillan, Blackmore, Glover, Lord, Paice) - 7:32
3. Smoke on the Water (Gillan, Blackmore, Glover, Lord, Paice) - 10:11
4. Speed King (Gillan, Blackmore, Glover, Lord, Paice) - 16:14
5. Hush (South) - 4:21
6. Highway Star (Gillan, Blackmore, Glover, Lord, Paice) - 7:33

- Enregistré le 20 mars 2001 au Hong Kong Coliseum.

### Tokyo 24th March 2001
Disc 1
1. Pictured Within (Lord) - 11:04
2. Sitting in a Dream (Glover) - 4:45
3. Love is All (Glover, Hardin) - 4:30
4. Fever Dreams (Ronnie James Dio) - 4:18
5. Rainbow in the Dark (Dio, Vivian Campbell, Jimmy Bain, Vinny Appice) - 5:57
6. Watching the Sky (Gillan, Morse, Glover, Lord, Paice) - 5:27
7. Sometimes I Feel Like Screaming (Gillan, Morse, Glover, Lord, Paice)  - 7:20
8. The Well-Dressed Guitar (Morse) - 4:07
9. Wring That Neck (Blackmore, Nick Simper, Lord, Paice) - 5:09
10. Fools (Blackmore, Gillan, Blackmore, Glover, Lord, Paice) - 9:54
11. Perfect Strangers (Gillan, Blackmore, Glover) - 6:23

Disc 2
1. Concerto Movement 1 (Lord) - 20:16
2. Concerto Movement 2 (Lord, Gillan) - 18:36
3. Concerto Movement 3 (Lord) - 14:45
4. When a Blind Man Cries (Blackmore, Gillan, Blackmore, Glover, Lord, Paice) - 7:34
5. Pictures of Home (Blackmore, Gillan, Blackmore, Glover, Lord, Paice) - 10:06
6. Smoke on the Water (Blackmore, Gillan, Blackmore, Glover, Lord, Paice) - 7:04

- Enregistré le 24 mars 2001 à Tokyo
- Avec Ronnie James Dio (chants) sur les titres 2, 3, 4 & 5 (CD1) et 5 (CD2)

### Tokyo 25th March 2001
Disc 1
1. Pictured Within (Lord) - 11:24
2. Sitting in a Dream (Glover) - 4:22
3. Love is All (Glover, Hardin) - 4:19
4. Fever Dreams (Dio) - 4:52
5. Rainbow in the Dark (Dio, Campbell, Bain, Appice) - 5:10
6. Sometimes I Feel Like Screaming (Gillan, Morse, Glover, Lord, Paice) - 7:12
7. The Well-Dressed Guitar (Morse) - 3:19
8. Wring That Neck (Blackmore, Simper, Lord, Paice) - 5:58
9. When a Blind Man Cries (Blackmore, Gillan, Gover, Lord, Paice) - 7:42
10. Fools (Blackmore, Gillan, Gover, Lord, Paice) - 10:12
11. Perfect Strangers (Gillan, Blackmore, Glover) - 6:39

Disc 2
1. Concerto Movement 1 (Lord) - 19:30
2. Concerto Movement 2 (Lord, Gillan) - 19:16
3. Concerto Movement 3 (Lord) - 14:44
4. Pictures of Home (Blackmore, Gillan, Gover, Lord, Paice) - 10:28
5. Smoke on the Water (Blackmore, Gillan, Gover, Lord, Paice) - 11:40

- Enregistré le 25 mars à Tokyo
- Avec Ronnie James Dio (chants) sur les titres 2, 3, 4 & 5 (CD1) et 5 (CD2)